# Vallon-Brabant
Vallon-Brabant (franciául: Brabant-Wallon, hollandul: Waals-Brabant; vallonul Roman Payis) Belgium, illetve Vallónia régió egyik tartománya. Szomszédai északról az óramutató járásának megfelelő irányban: Flamand-Brabant, Liège, Namur és Hainaut belga tartományok.
A tartomány székhelye Wavre városa, teljes területe 1,093 km² és mindössze egy közigazgatási körzetet tartalmaz, amely további 27 önkormányzatra van felosztva.
A tartomány viszonylag újonnan, 1995-ben jött létre, amikor a korábbi Brabant tartományt a nyelvi határok mentén felosztották, lásd még Flamand-Brabant-ról szóló cikket. A felosztás az egyik kísérő jelensége volt a Belgiumban napjainkban tapasztalható decentralizáló politikai mozgalomnak és a szövetségi régiók (Flandria, Vallónia és Brüsszel Fővárosi Régió Brüsszel) megalakításának.
A tartomány lakossága 370.460 volt 2007. január 1-jén. A lakosság nagy része francia anyanyelvű, de egyes önkormányzatokban jelentős flamand kisebbség él.
A történelmi Brabanti Hercegség önálló államalakulat volt, élén a brabanti herceg állt.

## A tartomány kormányzóinak listája
- 1995-2000 : Valmy Féaux (PS)
- 2000-2006 : Emmanuel Hendrickx (PS)
- 2007- : Marie-José Laloy (PS)

## A tartomány közigazgatási felosztása
A tartomány 1 közigazgatási körzetből (járás) áll:

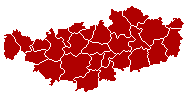
Nivelles

### Helyi és települési önkormányzatok
A belga közigazgatásnak megfelelően egyes helyi önkormányzatok egy várost képviselnek, míg több kisebb település esetén szokásos összevont önkormányzatot (ún. sections de commune) üzemeltetni. A városi rangot viselő önkormányzatok neve mellett zárójelben a (város) megnevezés látható.

Nivelles körzet települései
| 1. Beauvechain (Bevekom) 2. Braine-l’Alleud 3. Braine-le-Château 4. Chastre 5. Chaumont-Gistoux 6. Court-Saint-Etienne 7. Genappe (város) 8. Grez-Doiceau 9. Hélécine 10. Incourt 11. Ittre 12. Jodoigne (város) 13. La Hulpe (Tenhulpen) 14. Lasne | 15. Mont-Saint-Guibert 16. Nivelles (város) 17. Orp-Jauche 18. Ottignies-Louvain-la-Neuve (város) 19. Perwez 20. Ramillies 21. Rebecq 22. Rixensart 23. Tubize 24. Villers-la-Ville 25. Walhain 26. Waterloo 27. Wavre(város) |